# 森口佑介
森口 佑介（もりぐち ゆうすけ、1979年 - ）は、日本の発達心理学者、京都大学准教授。

## 人物・来歴
福岡県生まれ。2008年京都大学大学院文学研究科博士課程修了、「社会的世界における抑制機能の発達的研究」で文学博士。2009年上越教育大学学校教育研究科講師、2013年准教授、2016年京都大学教育学研究科准教授、2020年文学研究科准教授。科学技術振興機構さきがけ研究員を兼任する。専門は発達心理学・発達認知神経科学。

## 著書
- 『わたしを律するわたし 子どもの抑制機能の発達』 (プリミエ・コレクション）京都大学学術出版会, 2012.6
- 『おさなごころを科学する 進化する乳幼児観』新曜社, 2014.3
- 『自分をコントロールする力 非認知スキルの心理学』講談社現代新書 2019.11
- 『子どもの発達格差 将来を左右する要因は何か』PHP新書 2021.6

✳︎『10代の脳とうまくつきあう』 ちくまプリマー新書 2023.8
編著
- 『自己制御の発達と支援』 (シリーズ支援のための発達心理学) 編著. 金子書房, 2018.9